# Karya (Tanjung Balai Selatan)
Karya is een bestuurslaag in het regentschap Tanjung Balai van de provincie Noord-Sumatra, Indonesië. Karya telt 1578 inwoners (volkstelling 2010).